# Paul Jesson (acteur)
Pour les articles homonymes, voir Paul Jesson.
Paul Jesson, né le 6 juillet 1946 à Hitchin, est un acteur britannique.

## Biographie
Il est surtout connu pour sa carrière au théâtre et a remporté le Laurence Olivier Award du meilleur acteur dans un second rôle pour son rôle dans The Normal Heart en 1986. À la télévision, il est connu pour ses rôles dans de nombreuses adaptations de pièces de William Shakespeare et son rôle récurrent dans la série télévisée Rome.

## Filmographie

### Cinéma
- 2002 : All or Nothing : Ron
- 2004 : Vera Drake : le magistrat
- 2011 : Ennemis jurés : Brutus
- 2014 : Mr. Turner : William Turner
- 2017 : Le Secret des Marrowbone : le docteur

### Télévision
- 1976 : Angels (2 épisodes) : Jim Murphy
- 1987 : La Flétrissure : Trevor Singleton
- 1999 : Inspecteur Frost (3 épisodes) : DS Corridge
- 2004 : MI-5 (2 épisodes) : Guy Facer
- 2005 : Rome (7 épisodes) : Metellus Scipion
- 2008 : Inspecteur Barnaby (saison 11 épisode 7) : Lynton Pargeter
- 2008 : The Devil's Whore (mini-série) : Bradshaw